# Destrucción del manglar Tajamar en 2016
En la madrugada del sábado 18 de enero de 2016, las 100 hectáreas del manglar Tajamar, en Quintana Roo, fueron devastadas por las autoridades. Este pedazo de tierra ya estaba destinado a ser utilizado para uso privado. El uso que le iban a dar a la tierra del manglar Tajamar era para construcción de un centro comercial y hacer unos recintos condominiales. Cuando empezó el proyecto, un grupo de ambientalista se opuso a la destrucción del manglar debido al impacto ambiental que provocaría el derrumbe de un ecosistema tan importante. 
Este manglar fue devastado con la ayuda de policías municipales, estatales y de toneladas de maquinaria pese a las irregularidades en las que incurrió el Fondo Nacional de Fomento al Turismo (Fonatur). Dentro de las especies afectadas están cocodrilos, lagartos y aves. Aunque la Secretaría de Medio Ambiente y Recursos Naturales (Semarnat), con un comunicado asegura que la construcción de un desarrollo inmobiliario en el manglar Tajamar cumplió con los requisitos establecidos en las leyes ambientales y  rescate de fauna
El 16 de junio de 2019 se dio a conocer la noticia de la cancelación de este proyecto, por lo que el desarrollador Fonatur dio a conocer que se devolverá el parcialidades el dinero a los inversionistas.